# Funció de correlació

Comparació visual de convolució, correlació creuada i autocorrelació.

Una funció de correlació és una funció que proporciona la correlació estadística entre variables aleatòries, contingent a la distància espacial o temporal entre aquestes variables. Si es considera la funció de correlació entre variables aleatòries que representen la mateixa quantitat mesurada en dos punts diferents, sovint es coneix com a funció d'autocorrelació, que està formada per autocorrelacions. Les funcions de correlació de diferents variables aleatòries de vegades s'anomenen funcions de correlació creuada per emfatitzar que s'estan considerant diferents variables i perquè estan formades per correlacions creuades.
Les funcions de correlació són un indicador útil de les dependències en funció de la distància en el temps o l'espai, i es poden utilitzar per avaluar la distància necessària entre punts de mostra perquè els valors no estiguin efectivament correlacionats. A més, poden constituir la base de regles per interpolar valors en punts per als quals no hi ha observacions.
Les funcions de correlació utilitzades en astronomia, anàlisi financera, econometria i mecànica estadística només difereixen en els processos estocàstics particulars als quals s'apliquen. En la teoria quàntica de camps hi ha funcions de correlació sobre distribucions quàntiques.

## Definició
Per a variables aleatòries possiblement diferents X(s) i Y(t) en diferents punts s i t d'algun espai, la funció de correlació és
{\displaystyle C(s,t)=\operatorname {corr} (X(s),Y(t)),}
on corr descriu a l'article en correlació. En aquesta definició, s'ha assumit que les variables estocàstiques tenen valors escalars. Si no ho són, es poden definir funcions de correlació més complicades. Per exemple, si X(s) és un vector aleatori amb n elements i Y(t) és un vector amb q elements, llavors una matriu n×q de funcions de correlació es defineix amb i,j element
{\displaystyle C_{ij}(s,t)=\operatorname {corr} (X_{i}(s),Y_{j}(t)).}
Quan n=q, de vegades es centra la traça d'aquesta matriu. Si les distribucions de probabilitat tenen simetries d'espai objectiu, és a dir, simetries en l'espai de valors de la variable estocàstica (també anomenades simetries internes), aleshores la matriu de correlació tindrà simetries induïdes. De la mateixa manera, si hi ha simetries del domini espacial (o temporal) en què existeixen les variables aleatòries (també anomenades simetries espaitemps), aleshores la funció de correlació tindrà les simetries espacials o temporals corresponents. Exemples de simetries espai-temps importants són:
- la simetria translacional produeix C(s,s') = C(s − s') on s i s' s'han d'interpretar com a vectors que donen les coordenades dels punts
- la simetria rotacional a més de l'anterior dona C(s, s') = C(|s − s'|) on |x| denota la norma del vector x (per a les rotacions reals, aquesta és la norma euclidiana o 2).Sovint es defineixen funcions de correlació d'ordre superior. Una funció de correlació típica d'ordre n és (els claudàtors angulars representen el valor esperat)

{\displaystyle C_{i_{1}i_{2}\cdots i_{n}}(s_{1},s_{2},\cdots ,s_{n})=\langle X_{i_{1}}(s_{1})X_{i_{2}}(s_{2})\cdots X_{i_{n}}(s_{n})\rangle .}
Si el vector aleatori només té una variable component, els índexs i,j són redundants. Si hi ha simetries, aleshores la funció de correlació es pot dividir en representacions irreductibles de les simetries, tant internes com espai-temps.